# آنوپاما (مجموعه تلویزیونی)
آنوپاما (به انگلیسی: Anupamaa) یک مجموعه تلویزیونی درام هندی است که از سال ۲۰۲۰ پخش آن آغاز شد.